# Stazione di Agnone di Siracusa
La stazione di Agnone di Siracusa è una stazione ferroviaria della ferrovia Messina-Siracusa utilizzata principalmente come posto di movimento.

## Storia
La stazione fu costruita nell'ambito della realizzazione della strada ferrata tra Catania e Siracusa al termine della lunga discesa (lato stazione di Lentini), a poca distanza dal borgo balneare di Agnone Bagni alcuni km all'interno della Strada statale 114 Orientale Sicula, in una estesa plaga coltivata ad agrumeto proprio al termine sud del Golfo di Catania. Venne aperta il 19 gennaio 1871 insieme all'ultimo tratto di ferrovia tra Lentini e Siracusa. La stazione ebbe sempre uno scarso traffico viaggiatori legato alle attività agricole della zona ma rivestiva una grande importanza in quanto necessaria per gli incroci e precedenze della importante linea costiera, a binario unico, è stata quindi sempre presenziata da Dirigente Movimento fino alla successiva trasformazione in impianto telecomandato.

## Caratteristiche
La stazione consiste di un piccolo fabbricato ad una elevazione posto ad ovest dei binari con annesso piccolo fabbricato dei servizi. La stazione è sempre stata di fermata solo per le categorie di treni viaggiatori locali. Dagli anni ottanta in poi il traffico viaggiatori è del tutto scomparso.
Il fascio binari comprende il primo binario di transito e il secondo di incrocio e precedenza. Solo il primo binario è munito di marciapiedi.